# František Štorm
František Štorm (auch: Franta Štorm, * 3. Juli 1966 in Prag) ist ein tschechischer Schriftentwerfer und Musiker. Nebenberuflich Sänger und Gitarrist der  tschechischen Black-Metal-Band Master’s Hammer, gründet sich sein beruflicher Bekanntheitsgrad vor allem auf seine Schriften, die er über FontShop sowie sein eigenes Label, die Storm Type Foundry, vertreibt.

## Biografie
Nach dem Besuch der Berufsschule (ab 1981) studierte Štorm ab 1985 an der Prager Hochschule für angewandte Kunst (Vysoká škola uměleckoprůmyslová, abgekürzt: VŠUP) Buch- und Schriftdesign unter Prof. Jan Solpera. Nach dem Abschluss im Jahre 1991 war er dort bis 1995 als Assistent tätig. Heute leitet er das Studio für Typografie an der VŠUP. Da er mit den Fonts auf seinem ersten Apple Macintosh, einem Mac II vi, nicht zufrieden war, begann er, seine eigenen Schriften zu entwickeln. 1993 machte er sich mit der Storm Type Foundry selbständig. Bei seinen Schriften legt er besonderen Wert auf die harmonische Platzierung der für die mitteleuropäischen Sprachen erforderlichen diakritischen Zeichen. Viele seiner Schriften sind behutsam modernisierte Versionen von Entwürfen aus verschiedenen Epochen; er entwarf unter anderem eigene Versionen der Schriften Walbaum, Jannon und Baskerville. Mit Josef Týfa digitalisierte und überarbeitete er in dessen letzten Lebensjahren mehrere von Týfas klassischen Entwürfen. Weiter digitalisierte er Schriften seines Lehrers Jan Solpera und Schriften von Vojtěch Preissig.
Štorm lebt und arbeitet in Südböhmen, die Wintermonate verbringt er in Goa, Indien. Neben seiner Arbeit ist er Sänger und Gitarrist der Metal-Band Master’s Hammer. Seit 2007 veröffentlicht er außerdem unter dem Namen Airbrusher Elektronische Musik. 2015 gründete er zusammen mit dem Rapper Řezník und dem EDM-Musiker Samir Hauser das Musikprojekt Mortal Cabinet. Nach der Veröffentlichung des Albums Necrotica absolvierte das Projekt eine Tournee durch die Tschechische Republik, bei der sie auch beim Brutal-Assault-Festival auftraten. Danach lösten die Musiker das Projekt wieder auf. Als Grafiker gestaltete er das Design mehrerer tschechischer Bands. Er zeichnete Illustrationen für Bücher, z. B. für eine Anthologie von Werken des Autors H.P. Lovecraft und für eine tschechischsprachige Ausgabe von Bram Stokers Dracula.

## Diskographie
mit Master’s Hammer
- siehe Master’s Hammer#Diskografie

### Mit Airbrusher
| Jahr | Album                                                                      |
| ---- | -------------------------------------------------------------------------- |
| 2007 | Airbrusher - Label: Selbstveröffentlicht - Format: Digitaler download      |
| 2021 | Dirndl to Go - Label: Selbstveröffentlicht - Format: Digitaler download    |
| 2022 | Latentní obrazy - Label: Selbstveröffentlicht - Format: Digitaler Download |

### Mit Mortal Cabinet
| Jahr | Album                                      |
| ---- | ------------------------------------------ |
| 2015 | Necrotica - Label: ZNK - Format: Vinyl, CD |

## Tonträgergestaltung
Verschiedene Künstler
- 1990: Ultrametal
- 1990: Death Metal Session (Photographien)

Root
- 1990: 7 černých jezdců / 666 (Single)
- 1990: Zjevení

Törr
- 1990: Armageddon
- 1992: Chcípni O Kus Dál

Debustrol
- 1991: Neuropatolog

Kabát
- 1992: Živě!